# Desmodium incanum

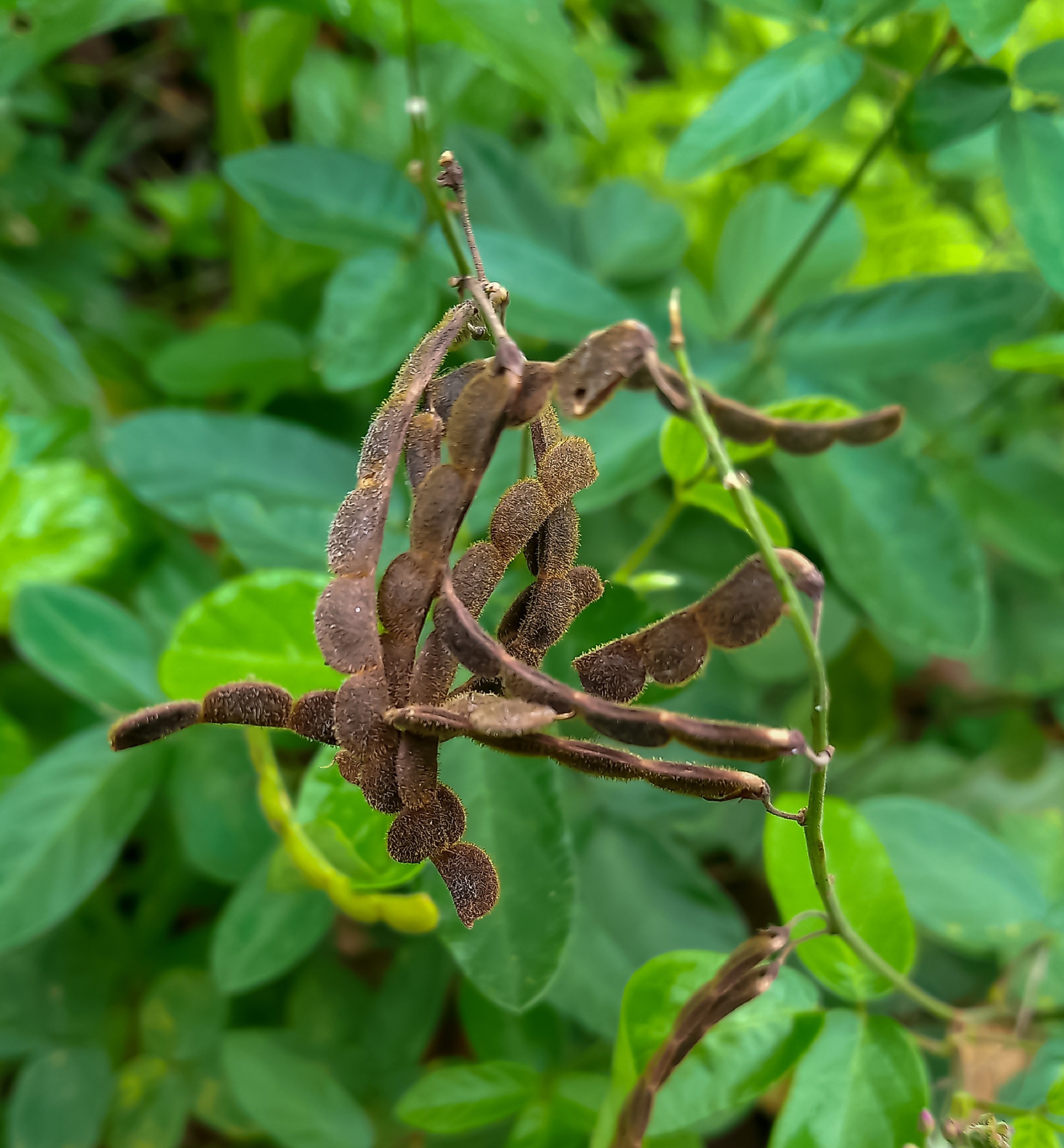
Desmodium incanum frutificando.

Distribuição e Habitat: possui registros de ocorrência para Austrália, Sudeste Asiático,
África, América Central e América do Sul.No Brasil ocorre em todos os Estados sem restrição de habitat. É encontrada em áreas com vegetação baixa como o que ocorre em gramados, beira de estradas e pastagens naturais.
Fenologia: flores e frutos ao longo do ano inteiro.
Etimologia: devido aos folíolos com face abaxial incana.
Nome Vulgar: amor-de-velho; amorosa; amor-seco; amor-de-campo-sujo; amor-devaqueiro;
barba-de-anta; barba-de-boi; beiço-de-boi; carrapichinho; carrapicho;
carrapicho-beiço-de-boi; carrapicho-de-favinha; carrapicho-focinho-de-boi; carrapichomiúdo;
carrapicho-namorado; focinho-de-boi; mata-pasto; manduvurana; mela-bode;
pega-pega; prega-prega; trevo-do-campo; venta-de-boi.